# Lista de monarhi ai Regatului Galiciei
Galicia este o comunitate autonomă și naționalitatea istorică în zilele noastre în vestul Spaniei din Peninsula Iberică, care a fost și continuă să fie o parte importantă a provinciei romane, cunoscută sub numele de Gallaecia, înainte de 409. Se compune din provinciile  A Coruña, Lugo, Ourense and Pontevedra. Aceasta este delimitată la nord de Marea Cantabrică, la sud de Portugalia, la vest de Oceanul Atlantic și la est de principatul Austriei și comunitatea Castilia și Leon. 
Regatul medieval și modern derivă de la Împărăția Suebilor, fondat de regele Hermeric în 409. Până în secolul al VI-lea, regatul Suebi era deja cunoscut sub numele de Regatul Galiciei, iar Grigore de Tours a fost primul cronicar care a utilizat această denumire.

## Regii Galiciei sub domniaSuebilor

### Prima dinastie roială (409 - 456)
| Regi     | Domnie  | Naștere                         | Deces          | Note                             |
| -------- | ------- | ------------------------------- | -------------- | -------------------------------- |
| Hermeric | 409-438 |                                 | decedat în 441 |                                  |
| Rechila  | 438-448 | fiul lui Hermeric               | decedat în 448 |                                  |
| Rechiar  | 448-456 | înainte de 415 fiul lui Rechila | decedat în 456 | executat de Aioulf la Sevilia.   |
| Aioulf   | 456-457 |                                 | decedat în 457 | executat de maestrul Vizigoților |

### Regii în timpul Războiului Civil al Suebilor (457 - 469)
Războiul Civil a divizat Regatul și au domnit mulți regi în regiunea Galiciei
| Regi      | Domnie  | Naștere           | Deces                    | Note         |
| --------- | ------- | ----------------- | ------------------------ | ------------ |
| Maldras   | 457-460 | fiul lui Massilia | decedat în februarie 460 | Asasinat.    |
| Framta    | 457     |                   | decedat în 457           |              |
| Richimund | 457-464 |                   |                          |              |
| Frumar    | 460-464 |                   | decedat în 464           |              |
| Remismund | 464     | fiul lui Maldras  | decedat în 469           | Reunificare. |

### Perioada neagră (469 - 550)
| Regi       | Domnie | Naștere | Deces | Note |
| ---------- | ------ | ------- | ----- | ---- |
| Hermeneric | 485    |         |       |      |
| Veremund   | 485    |         |       |      |
| Theodemund |        |         |       |      |

### Perioada Suebică finală (550 - 585)
| Regi           | Domnie  | Naștere                    | Deces                   | Note |
| -------------- | ------- | -------------------------- | ----------------------- | --- |
| Chararic       | 550-558 |                            | 2 mai 558 sau 1 mai 559 | |
| Ariamir        | 558-561 |                            | după 556                | |
| Theodemar      | 561-570 |                            | 570                     | Atacat de Arian, regele Vizigoților                                                                                     |
| Miro sau Miron | 570-583 | fiul lui Miro și Sisegutia |                         | Detronat de al doilea soț al mamei sale, Andeca și aruncat în mănăstire                                                 |
| Andeca         | 584-585 |                            |                         | L-a detronat pe Eboric și a uzurpat tronul prin căsătoria cu Sisegutia, văduva lui Miro. A fost detronat la rândul său. |
| Malaric        | 585     |                            |                         | |

### Regii vizigoți ai Galiciei, Hispaniei și Septimiei
Regii vizigoți au preluat controlul Galiciei în 585, ducând la a șasea provincie în Regatul Toledo. Galicia a menținut identitatea administrativă și legală distinsă până la prăbușirea monarhiei vizigoților.
| Regi               | Domnie          | Naștere                             | Deces                            | Note                                                                        |
| ------------------ | --------------- | ----------------------------------- | -------------------------------- | --------------------------------------------------------------------------- |
| Liuvigild          | 568-586         | 525                                 | 586, în Toledo                   | A domnit timp de 18 ani și a murit de moarte naturală                       |
| Reccared I         | 586–601         | 559 fiul lui Liuvigild și Theodosia | 601, în Toledo                   |                                                                             |
| Liuva al II-lea    | 601-603         | fiul lui Reccared I                 | 603                              | A murit executat.                                                           |
| Witteric           | 603-610         |                                     | 610                              | A fost asasinat de nobilii catolici în timpul unui banchet.                 |
| Gundemar           | 610-612         |                                     | februarie sau martie 612, Toledo |                                                                             |
| Sisebut            | 612-620 sau 621 | 565                                 | 620 sau 621                      |                                                                             |
| Reccared al II-lea | 621             | fiul lui Sisebut                    | 621                              |                                                                             |
| Suintila           | 621-631         | 558                                 | 633 sau 635                      |                                                                             |
| Sisenand           | 631-636         | 605                                 | 636, Toledo                      |                                                                             |
| Chintila           | 639             |                                     | decembrie 639 sau ianuarie 640   | A fost ales de o adunare de episcopi sau nobili.                            |
| Tulga              | 640-642         | Fiul lui Chintila                   |                                  | A devenit călugăr.                                                          |
| Chindasuinth       | 642-653         | 563                                 | 653                              |                                                                             |
| Recceswinth        | 649-672         | Fiul lui Chindasuinth               | 672                              |                                                                             |
| Wamba              | 672-680         |                                     | 687                              | A abdicat pe 14 octombrie 680 si a devenit călugăr                          |
| Erwig              | 680-687         | 642                                 | 687                              | A devenit marioneta episcopilor si a nobililor palatini. A devenit călugăr. |
| Egica              | 687-701 sau 703 | 610 Fiul lui Erwig                  | 701 sau 703                      |                                                                             |
| Wittiza            | 694-710         | 687 Fiul lui Egica                  | probabil în 710                  | Posibil să fi fost asasinat.                                                |
| Roderic            | 710-712         | după 687 Fiul lui Theodefred        | 711 sau 712                      |                                                                             |

### Regatul Galiciei
De la căderea regatului vizigoților și până la începutul secolului al X-lea, Galicia a fost integrată cu alte regate creștine din Peninsula Iberică (Regatul Austriei și Regatul Leonului)

#### Dinastia Astur-Leon
| Regi                      | Domnie  | Naștere                                     | Deces                         | Note                             |
| ------------------------- | ------- | ------------------------------------------- | ----------------------------- | -------------------------------- |
| Ordono al II-lea de Leon  | 910-924 | 783 Fiul lui Alfonso al III-lea al Austriei | ianuarie 924 50 sau 51 de ani |                                  |
| Sancho Ordóñez            | 926–929 | 895 Fiul lui Ordono al II-lea de Leon       | 929,                          |                                  |
| Bermudo al II-lea de Leon | 982-984 | 956 fiul lui Ordono al III-lea de Leon      | 999                           | A murit în Villanueva del Bierzo |

#### Dinastia Jimenez
| Regi                         | Domnie     | Naștere                                            | Deces          | Note                                       |
| ---------------------------- | ---------- | -------------------------------------------------- | -------------- | ------------------------------------------ |
| Garcia al II-lea al Galiciei | 1065-1071? | 1042 Fiul lui Ferdinand I al Leonului și Castiliei | 22 martie 1090 | A murit întemnițat de fratele său, Alfonso |

#### Casa de Burgundia
| Regi                             | Domnie                                | Naștere                                                     | Deces                             | Note                                                                                      |
| -------------------------------- | ------------------------------------- | ----------------------------------------------------------- | --------------------------------- | ----------------------------------------------------------------------------------------- |
| Alfonso al VII-lea de Leon       | 1126–1157                             | 1 martie 1105 Fiul lui Raymond de Burgundia                 | 21 august 1157 52 de ani          |                                                                                           |
| Ferdinand al II-lea de Leon      | 21 august 1157 – 22 ianuarie 1188     | 1137 Fiul lui Alfonso al VII-lea de Leon                    | 22 ianuarie 1188 50 sau 51 de ani |                                                                                           |
| Alfonso al IX-lea de Leon        | 22 ianuarie 1188 – 24 septembrie 1230 | 15 august 1171 Fiul lui Ferdinand al II-lea de Leon         | 24/24 septembrie 1230 59 de ani   |                                                                                           |
| Ferdinand al III-lea de Castilia | 1230–1252                             | 5 august 1199 Fiul lui Alfonso al IX-lea de Leon            | 30 mai 1252 52 de ani             | Regatul Galiciei se unește cu Regatul Leonului, Castiliei și Toledo sub Coroana Castiliei |
| Ioan al Castiliei                | 1296–1301                             | 15 mai-25 iulie 1260 Fiul lui Alfonso al X-lea al Castiliei | 25 iunie 1319 58 sau 59 de ani    |                                                                                           |
| Ferdinand I al Portugaliei       | 1369 – 1371                           | 31 octombrie 1345 Fiul lui Petru I al Portugaliei           | 22 octombrie 1383 37 de ani       | Ferdinand a murit fără a avea nici un moștenitor masculin                                 |

În 1386, Ioan de Gaut a pretins coroana pentru soția sa, la tronul Castiliei. El a invadat cu succes Galicia și a deținut marea majoritate a tării până când a fost învins în 1387.